# 神谷文乃
神谷 文乃（かみや あやの、1985年〈昭和60年〉10月17日 - ）は、日本のフリーアナウンサー。東京都出身。ホリプロ所属。元岡山放送（OHK）アナウンサー。

## 経歴・人物
- 聖心女子大学文学部卒業。
- 2008年4月、OHK岡山放送にアナウンサーとして入社。入社から4年間は報道記者兼務で、その後5年間情報・バラエティー番組を担当した[1]。2017年に退社し、フリーとなった[1]。
- テレビ朝日アスクの卒業生であり、OHK入社前はBS朝日の「News Access」でニュースを読んでいた経験がある。
- 趣味はバイオリン・映画鑑賞・散歩。特技は居合道。
- 2017年6月からホリプロに所属。
- 2018年4月から日テレNEWS24キャスターに就任[1]。

## 来歴
- 2013年3月、当時のOHKキャンペーン「やっぱりOH系」（「やっぱりオーエイチケイ」と読む）に、後輩アナウンサーの淵本恭子、そして同年4月入社の岡田愛マリーと一緒に登場。本人が当時バラエテイ担当で3人の中では一番の先輩であることから、キャンペーンCMの中で一番はしゃいでる役は彼女が担っている。
- 2013年4月19日、オリコンのポータルサイト「ORICON STYLE」の「アナ☆スタイル」にて、インタビューを受けた記事が登場。入社してから初めの4年の間での報道記者兼務でのアナウンサーの体験談、報道から制作・バラエティに異動してからのこと等を語っている。（下記の「外部リンク」の項目を参照のこと）

## 担当・出演番組
地上波
- ホリプレゼンツ 求人任三郎がいく!（チバテレ、2017年10月6日 - ）

CS
- 日テレNEWS24（2018年4月 - 2020年7月）

月曜・水曜午前、木曜午後及び夜を担当
CM
- ディアスワタナベ（2017年10月 - ）
- 賃貸Doors、（ジェイ・フィール）

岡山放送
- 温★時間（随時）
- OHKスーパーニュース
  - 月・火曜（2008年6月30日 - 2009年3月24日）
  - 月～金曜（2009年3月30日 - 2012年3月30日）
- ニョッキンのつきイチ（2012年4月 - 2012年11月）
- 「スイッチOH!くん」Vol.7（2012年6月11日から5日間、ヌーさん役の声の応募サンプルでの声優出演。）[2]
- OHKてれび時評
- エブリのまち（2012年4月 - 2014年11月）
- FNS27時間テレビ笑っていいとも!真夏の超団結特大号!!徹夜でがんばっちゃってもいいかな?「グランドオープニング」（フジテレビ）（2012年7月21日）
- 武器はテレビ。SMAP×FNS 27時間テレビ「SMAPよりアイドルな!?ご当地SMAP選手権」（フジテレビ）（2014年7月27日）
- とんねるずのみなさんのおかげでしたモジモジくん夏の女子アナ祭り（フジテレビ）（2016年8月18日）
- OHKフラッシュニュース などローカルニュース（随時）
- 夢みる金バク!・金バク!（2012年4月12日 - 2017年3月17日 ）
- ミルンへカモン! なんしょん?（土曜、2014年12月6日 - 2017年3月25日  ）

## テレビ以外での活動
- ORICON STYLE「アナ☆スタイル」Vol.18 神谷 文乃(インタビュー記事。2013年4月19日付。)